# Passo del Turchino
Il passo del Turchino è un valico appenninico posto tra il comune di Masone e il comune di Mele oltrepassato dalla strada statale 456 del Turchino che collega Isola d'Asti a Genova Voltri attraverso Acqui Terme e quindi Genova con il settore sud-occidentale della provincia di Alessandria e con Asti.

## Toponimo
Il toponimo del colle è di origine incerta, il valico lo riprende dal soprastante monte Turchino, un'altura di 672 m, sul crinale che divide le valli dei torrenti Gorsexio e Ceresolo (bacino del Leiro) dalla valle Stura.

## Geografia
L'altitudine reale del passo, sul quale transitano il sentiero dell'Alta Via dei Monti Liguri e la strada carrozzabile proveniente dall'Acquasanta, attraverso le Giutte, è di 588 m s.l.m. mentre la quota 532 m s.l.m. si riferisce alla galleria di valico sulla strada statale, che passa più in basso.

## Storia

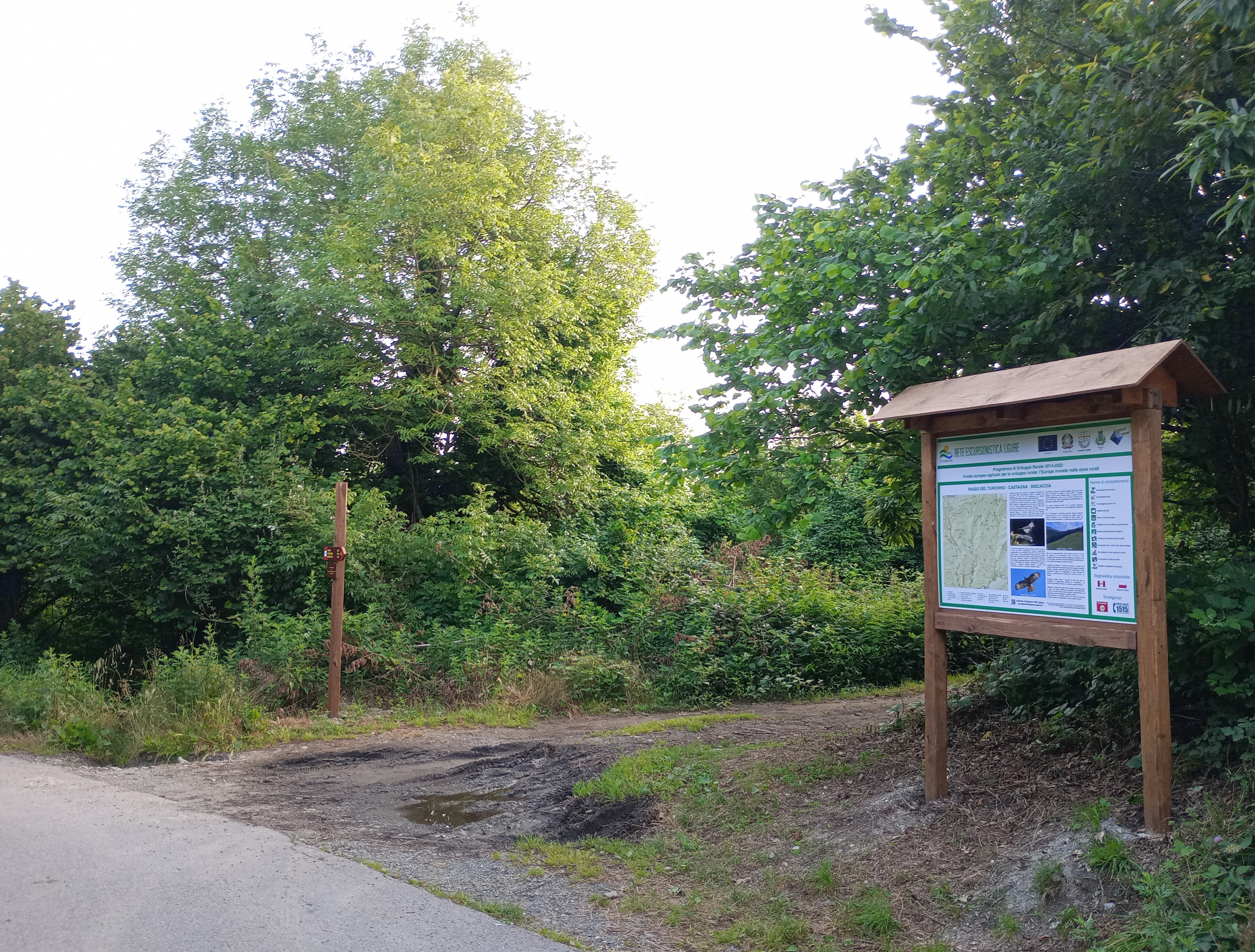
Il valico pedonale

È uno dei passi più bassi dell'intera catena appenninica, tuttavia fino all'epoca moderna gli fu preferito il vicino Giovo di Masone (676 m s.l.m.), un altro valico posto circa 2,5 km a ovest del Turchino, in prossimità del quale transita l'attuale strada provinciale del Faiallo e che, fino alla metà del XIX secolo, era attraversato dall'antica via della Canellona, strada di epoca probabilmente alto-medievale, che consentiva di collegare Voltri e Masone, attraverso il crinale che separa la Val Leira dalla Val Cerusa.
L'importanza del passo del Turchino, come via di comunicazione tra mar Ligure e pianura piemontese, risale quindi a tempi relativamente recenti, ossia al 1872, quando venne aperta la strada carrozzabile del Turchino, che soppiantò il vecchio tracciato.
Nel 1894 venne poi inaugurata la linea ferroviaria Acqui-Ovada-Genova che supera il valico con una galleria di 6,3 km, perfettamente rettilinea, congiungendo le stazioni di Mele e Campo Ligure.
Oggi il passo non è molto battuto dal traffico automobilistico che si è in gran parte spostato sull'autostrada A26, aperta al traffico nel 1977, destinando il valico al solo traffico automobilistico locale o turistico.
A partire dal XIII secolo, e fino al XVI secolo, nella zona del monte Turchino acquisì notevole importanza l'estrazione della quarzite che era usata nella valle Stura per la produzione del vetro, tanto che la pietra stessa veniva chiamata pietra turchina. Un centro importante per la produzione del vetro era posizionato nella valle Gargassa (il torrente Gargassa è un affluente dello Stura di Ovada), in località Veirera, dove è stata accertata la presenza di una fornace risalente al XIII secolo.

### Strage del Turchino
Nelle vicinanze, lungo la strada provinciale 73 del passo del Faiallo, collegante Mele e l'entroterra voltrese con l'alta Valle dell'Orba, si trova il Sacrario dei Martiri del Turchino che ricorda l'eccidio di 59 detenuti politici prelevati dal carcere di Marassi di Genova, perpetrato dai nazisti il 19 maggio 1944.

## La nuova galleria

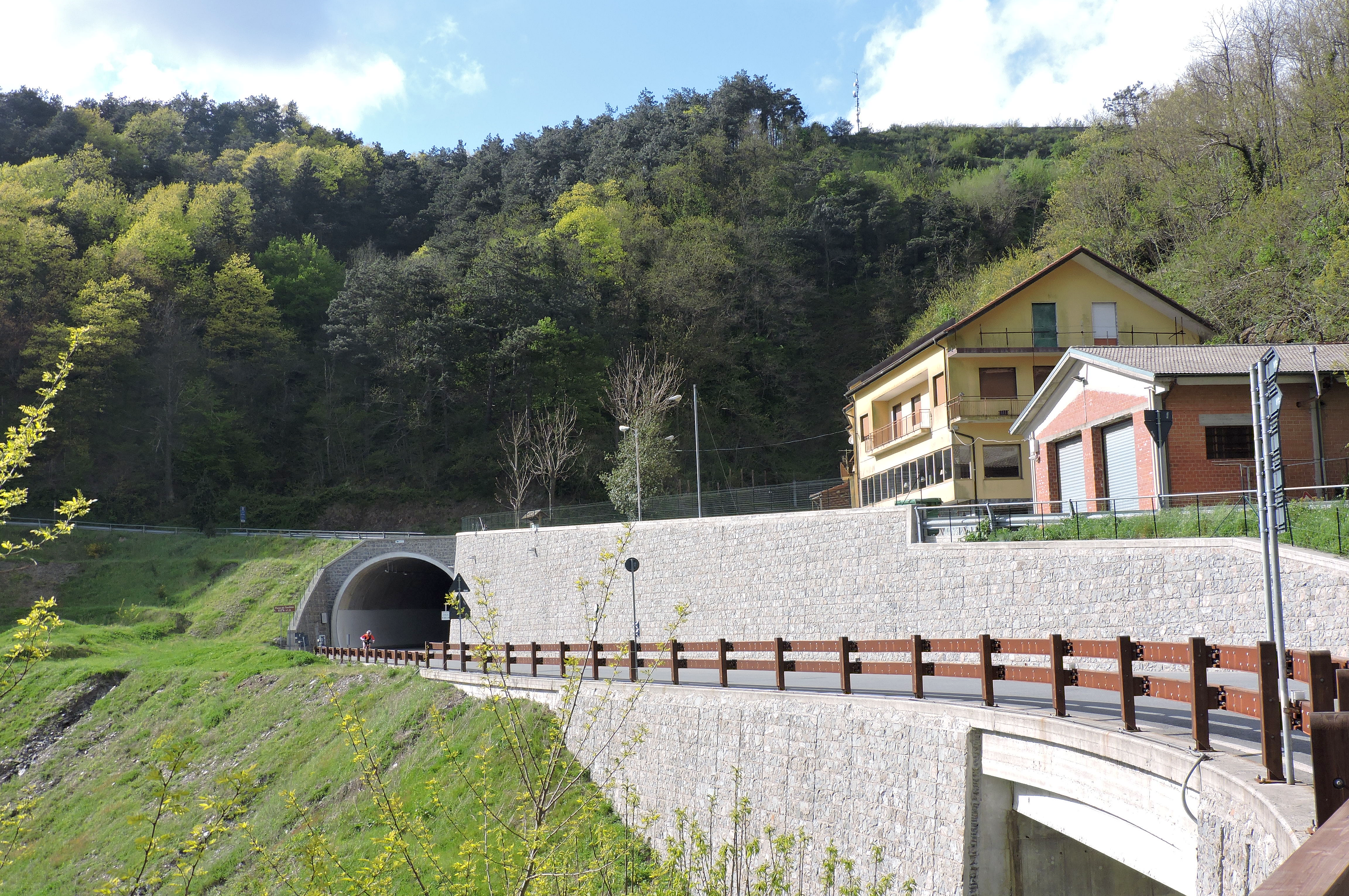
La nuova galleria nell'aprile 2016

Nella seconda metà del 2010 sono stati aperti i cantieri per la realizzazione di una nuova galleria di valico a sostituzione della precedente, la quale era di sezione ridotta e percorribile solo a senso unico alternato con semafori, e vietata ai mezzi pesanti.
La nuova galleria, di 270 m di lunghezza (20 artificiali e 250 in galleria naturale) è stata realizzata a una quota inferiore della precedente (circa 10 m), con due corsie di 3,5 m di larghezza. Essendo questa percorribile anche dai mezzi pesanti, crea un'alternativa in caso di eventuali interruzioni sull'autostrada A26, e un ammodernamento infrastrutturale a favore della mobilità delle comunità di Mele, Fado e Masone. È inoltre transitabile contemporaneamente nei due sensi di marcia.
È stata inaugurata e aperta al transito il 19 ottobre del 2013. Per iniziativa della provincia di Genova e dei comuni di Mele e Masone, il nuovo tunnel è stato dedicato ai martiri del Turchino.

## Ciclismo
Nell'ambito sportivo ciclistico, il passo del Turchino è noto per essere la prima asperità di rilievo nonché il punto più elevato della Milano-Sanremo, la classica ciclistica di primavera, durante la quale la salita viene affrontata dal versante più lungo e facile. Quando, ai tempi di Coppi e Bartali, la strada era ancora sterrata, la salita era considerata impegnativa e provocava selezione tra i corridori.

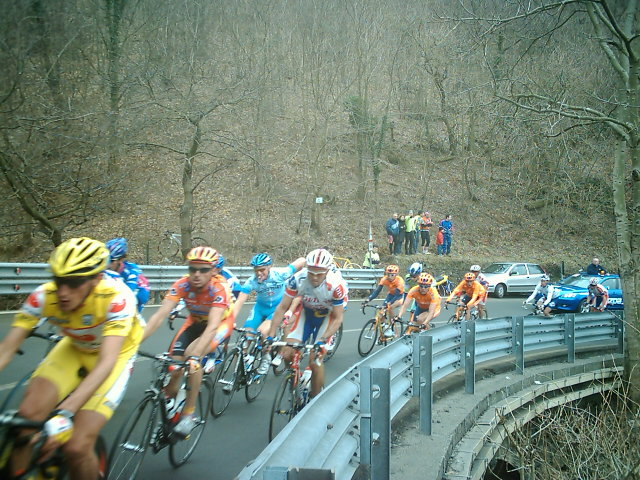
Corridori impegnati sulla salita del Turchino durante la Milano-Sanremo 2005

| Versante | Lunghezza | Quota partenza | Quota arrivo | Dislivello | Pendenza media |
| -------- | --------- | -------------- | ------------ | ---------- | -------------- |
| Ovada    | 25,80     | 159            | 532          | 373        | 1,4 %          |
| Voltri   | 11,60     | 6              | 532          | 526        | 4,5 %          |

## Il passo del Turchino in televisione
Il 20 gennaio 1978, all'interno dello spettacolo televisivo Portobello condotto da Enzo Tortora, Piero Diacono, un tranviere milanese, propose lo spianamento del passo del Turchino come metodo per diminuire la formazione della nebbia nella pianura padana . La proposta suscitò sui media un acceso dibattito, con intervento di illustri meteorologi sull'influsso che una maggiore circolazione d'aria marina avrebbe potuto avere sulla nebbia.